# Çanakkale 18 Mart Stadyumu
Çanakkale 18 Mart Stadyumu (tur. Stadion 18 Marca w Çanakkale) – wielofunkcyjny stadion w Çanakkale, w Turcji. Obiekt może pomieścić 10 500 widzów. Swoje spotkania rozgrywają na nim piłkarze klubu Çanakkale Dardanelspor.